# 데드리크 보야타
앙가 데드리크 보야타(Anga Dedryck Boyata, 프랑스어 발음: [aŋɡa dɛdʁik bɔjata], 1990년 11월 28일 ~ )는 벨기에의 축구 선수이다. 현재 소속 팀은 벨기에 퍼스트 디비전 A에 속한 클뤼프 브뤼허이며, 주로 센터백이나 라이트백으로 뛴다.
맨체스터 시티의 유스 출신으로, 2009-10 시즌에 영 플레이어 어워드를 수상하였다. 2010년에 성인 무대로 데뷔하였고, 볼턴 원더러스와 트벤터로 임대 생활을 하다가 주전 경쟁에 밀려서 2015년에 셀틱으로 이적하였다.
카자흐스탄과 오스트리아를 상대로 하는 UEFA 유로 2012 예선에서 성인 국가대표팀에 처음 발탁되었고, 2010년 10월 10일에 오스트리아를 상대로 데뷔하였다. 전반전이 끝나고 토비 알데르베이럴트와 교체되었고, 경기는 4-4로 종료되었다. 이후 2018년 FIFA 월드컵에서 국제 대회에 처음 승선하였다.